# Бакалау

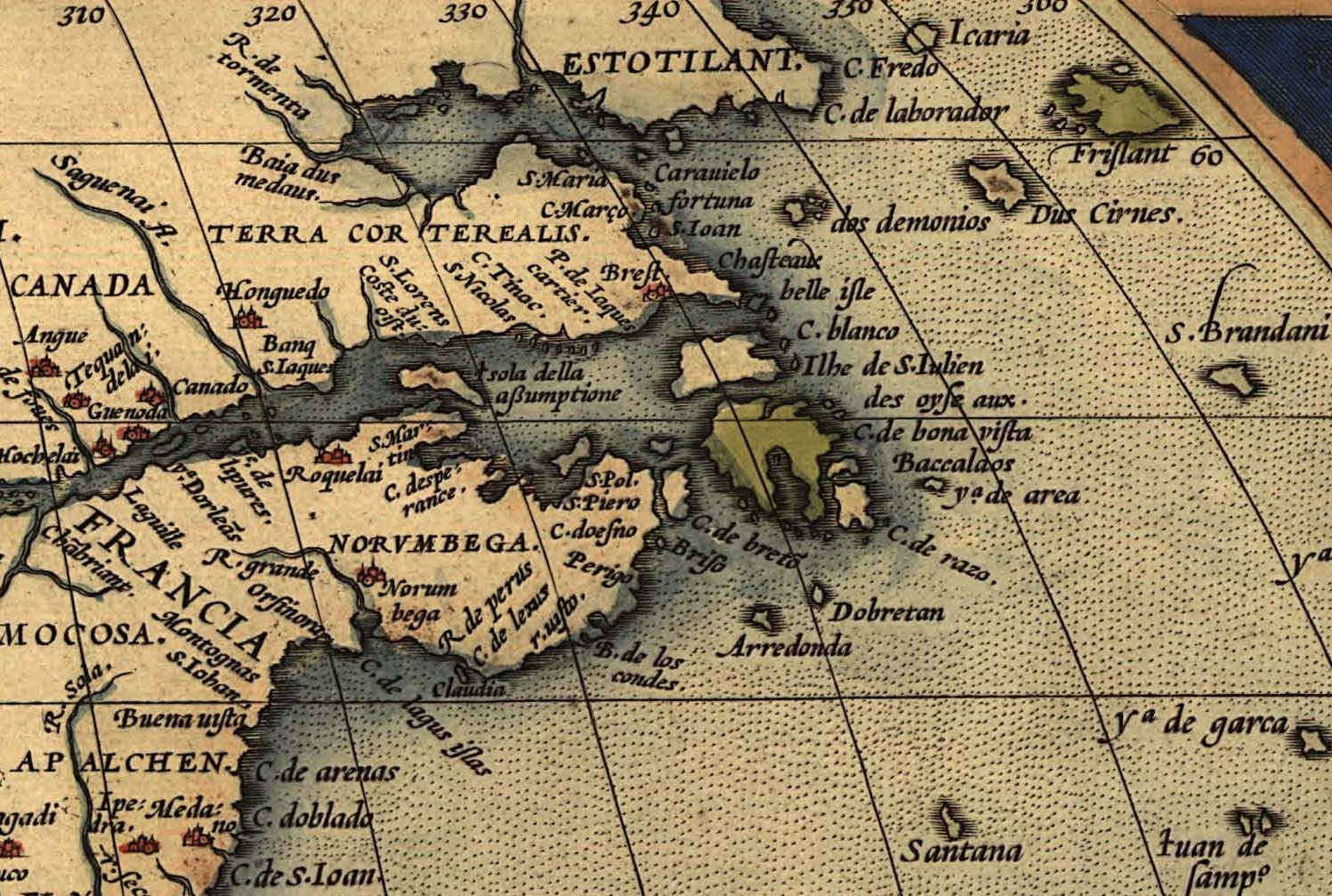
Зображення острова Бакалау на карті Абрагама Ортеліуса (1570)

Бакалау (ісп. Bachalaos, Bacalhaos, Baccalieu або Baccalar; порт. Bacalhau; дослівно — «Тріска») — фантомний острів, який вперше з'являється на деяких португальських морських картах початку XVI століття в західній частині Атлантичного океану. Зокрема, цей острів був позначений на карті Педру Рейнеля, датованій 1504 роком, а потім досить часто з'являється на різних картах протягом XVI і XVII століття.

## Історія
У 1472 році король Португалії надав мореплавцю Жуану Ваш Корте-Реалу землі на острові Терсейра (на Азорський архіпелаг) за те, що під час плавання на захід від Азорських островів він відкрив нову «Землю Тріски» (порт. Terra do Bacalhau). Крім того, Бартоломе де Лас Касас писав про португальські подорожі, направлені щоб відкрити «Землю Тріски» (ісп. Tierra de los Bacallao). Саме це змусило декого припустити, що Корте-Реал досяг Америки за кілька десятиліть до Христофора Колумба.
Після своєї подорожі до узбережжя Канади і острова Ньюфаундленд в 1497 році, Джон Кабот зазначив, що «море там настільки повне риби, що її ловлять не тільки сіткою, а й кошиками, до яких прикріплене каміння, щоб занурити їх під воду».

Ми знаходимо згадку про цю подорож в Гідрографії Жоржа Фурньє 1643 року з такою цитатою:
Дійсно, здається, що вони [баски, нормани та бретонці] були тут задовго до того, оскільки в листі, написаному Себастьяном Каботом до короля Англії Генріха VIII у 1497 році, ці землі були названі островами Бакалау, вже як добре відомою назвою.
Саме надвзичайній кількості тріски приписується походження топоніму «Бакалау», який іноді поширюється на усе узбережжя, як це можна знайти на репродукції карти Жорже Рейнеля або пізніше на деяких картах Жана Герара зі згадкою про острів як про «велику банку (мілину) для молюсків».
Біля північно-східного краю півострова Авалон у Ньюфаундленді є безлюдний острів під назвою Бакалаос, назва якого підтверджена принаймні з 1556 року.